# 徐躬耦
徐躬耦（1921年—2014年），男，上海人，中国核物理学家、教育家，兰州大学、南京大学教授，曾任兰州大学校长。